# Tezer Özlü
Tezer Özlü Kıral (* 1943 in Anatolien; † 18. Februar 1986 in Zürich) war eine türkische literarische Übersetzerin und Schriftstellerin, die auch in Deutschland gewirkt hat.

## Leben und Wirken
Tezer Özlü ist eine Schwester von Demir Özlü und Sezer Duru. Sie besuchte in Istanbul das katholische, österreichische St. Georgs-Kolleg. Ab 1963 war sie als Verfasserin von Prosa sowie als literarische Übersetzerin tätig, unter anderem übersetzte sie Werke von Italo Svevo, Franz Kafka und Cesare Pavese ins Türkische. Sie war langjährige Mitarbeiterin des Türkisch-Deutschen Kulturbeirats bzw. Goethe-Instituts in Istanbul. Anfang der 1980er-Jahre kam sie als DAAD-Stipendiatin nach West-Berlin.
Bei dem 1980 in West-Berlin durchgeführten Deutsch-Türkischen Autorentreffen übernahm Özlü gemeinsam mit Wolfgang Riemann vier Tage lang, nahezu pausenlos, die Rolle der Simultandolmetscherin und Übersetzerin, da die Stadt Berlin aus finanziellen Gründen keinen Dolmetscher für die Veranstaltung zur Verfügung gestellt hatte.
In Deutschland verfasste Özlü mit Auf den Spuren eines Selbstmords (1982) einen deutschsprachigen Roman, für den sie mit dem Literaturpreis der Universitätsstadt Marburg und des Landkreises Marburg-Biedenkopf ausgezeichnet wurde.
Ihr türkischer Roman Çocukluğun soğuk geceleri  wurde von dem Turkologen Wolfgang Riemann ins Deutsche übersetzt und erschien 1985 in dem Berliner Spezialverlag EXpress-Edition. Im gleichen Jahr erschien in dem Utrechter Verlag Sjaloom eine Übersetzung ins Niederländische. 1989 gab die EXpress Edition eine deutsche Taschenbuchausgabe heraus. Der autobiographische Roman fand Anerkennung bei der Kritik und beim Publikum.
Özlü wurde in den 1980er-Jahren neben Aysel Özakin, Tomris Uyar und Nazlı Eray zu den wichtigen jüngeren Vertreterinnen einer türkischen Frauenliteratur gezählt. Michael Krüger widmete der Autorin noch zu Lebzeiten das Gedicht Istanbul, das in seinem Gedichtband Aus der Ebene (1982) erschien.
Tezer Özlü starb im Februar 1986 in Zürich.

## Werke (Auswahl)
- Meist ist Tezer Kıral als Tezer Özlü gelistet, da sie den Namen ihres zweiten Mannes abgelegt hatte.[4]
- Soweit nicht anders angegeben, sind die nachfolgend aufgeführten Werke in türkischer Sprache erschienen.

Romane
- Çocukluğun Soğuk Geceleri. Derinlik Yayınları, Istanbul 1980, 2. Auflage, Yapı Kredi Yayınları, Istanbul 1995, ISBN 975-363-260-6. (Die kalten Nächte der Kindheit. EXpress-Edition, Berlin 1985, ISBN 3-88548-048-4; deutsche Übersetzung aus dem Türkischen von Wolfgang Riemann)
- Yaşamın Ucuna Yolculuk. Ada Yayınları, Istanbul 1984, 9. Auflage, Yapı Kredi Yayınları, Istanbul 2002, ISBN 975-363-154-5. (Suche nach den Spuren eines Selbstmordes. Suhrkamp, Frankfurt 2024, ISBN 978-3-518-22558-5; mit einem Nachwort von Emine Sevgi Özdamar)

Erzählbände
- Eski Bahçe-Eski Sevgi. Ada Yayinları, Istanbul 1978, 8. Auflage, Yapı Kredi Yayınları, Istanbul 2003, ISBN 975-363-190-1.

Aufzeichnungen
- Kalanlar. Ada Yayinları, Istanbul 1990, ISBN 975-438-034-1; 5. Auflage, Yapı Kredi Yayınları, Istanbul 2003, ISBN 975-363-308-4.

Briefwechsel
- Leyla Erbil’e Mektuplar. Yapı Kredi Yayinları, Istanbul 1995, ISBN 975-363-259-2; 2. Auflage, Yapı Kredi Yayınları, Istanbul 2001, ISBN wie Erstauflage.

Drehbücher
- Zaman Dışı Yaşam. Yapı Kredi Yayınları, Istanbul 1998, ISBN 975-363-889-2.
- Eine Saison in Hakkari. Adaption für das Drehbuch[5]